# Söljen
Söljen är en sjö i Aneby kommun i Småland och ingår i Motala ströms huvudavrinningsområde. Sjön har en area på 0,99 kvadratkilometer och ligger 200 meter över havet. Sjön avvattnas av vattendraget Rallån.
Sjön är belägen strax utanför tätorten Sunhultsbrunn i Aneby kommun. Omklädningsrum, grill, parkeringsplats, toalett (mulltoa), badbrygga och livbåt, med tillhörande räddningsring, finns vid badplatsen.
Sjön har ofta en mycket högre temperatur än andra sjöar i området, troligtvis på grund av dess ringa storlek.

## Delavrinningsområde
Söljen ingår i delavrinningsområde (642322-144726) som SMHI kallar för Mynnar i Säbysjön. Delavrinningsområdets medelhöjd är 250 meter över havet och ytan är 37,67 kvadratkilometer. Det finns inga delavrinningsområden uppströms utan avrinningsområdet är högsta punkten. Rallån som avvattnar delavrinningsområdets har biflödesordning 3, vilket innebär vattnet flödar genom totalt 3 vattendrag innan det når havet efter 174 kilometer. Delavrinningsområdet består mestadels av skog (60 %) och jordbruk (22 %). Avrinningsområdet har 0,99 kvadratkilometer vattenytor vilket ger det en sjöprocent på 2,8 %. Bebyggelsen i området täcker en yta av 0,55 kvadratkilometer eller 2 % av avrinningsområdet.

## Galleri

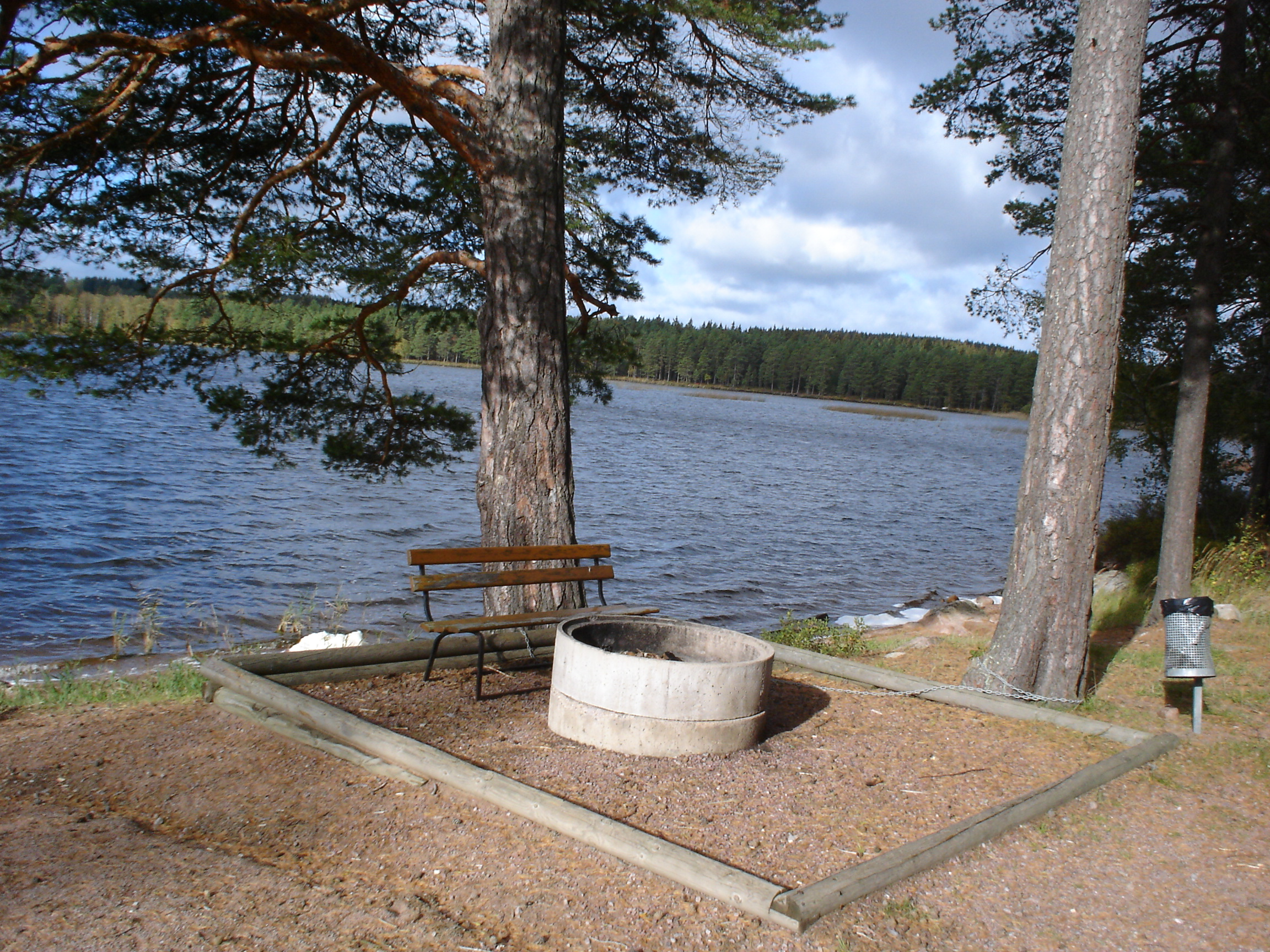
Grillplatsen vid sjön Söljen
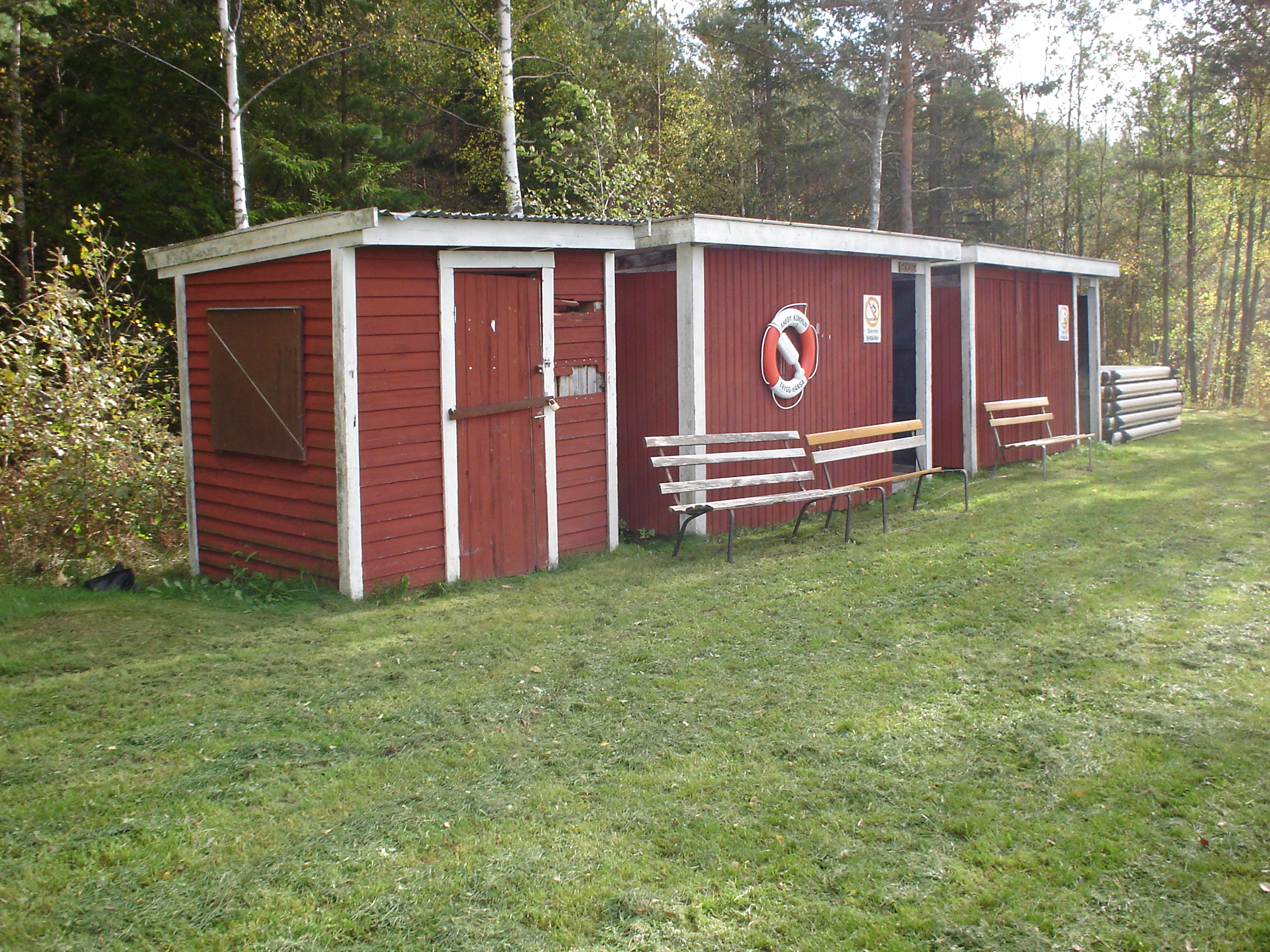
Omklädningshytterna vid Söljen, med den upptanga bryggan i högra hörnet